# William H. Shoemaker
William H. Shoemaker, (1902-1989) hispanista estadounidense.

## Biografía
Director del departamento de español e italiano de la Universidad de Illinois en Urbana. Se dedicó a estudiar la obra de Benito Pérez Galdós, transformándose en un consumado intérprete del mismo y en editor de algunos de sus textos perdidos, en especial colaboraciones periodísticas, pero también prólogos y la Crónica de la Quincena (Princeton, 1948). Publicó algunos libros de texto y de lecturas de español, como por ejemplo Nuestra Natacha, de Alejandro Casona (Nueva York, 1947) y Cuentos de la joven generación (Nueva York,  1959)

## Obras
- The Multiple Stage in Spain during the Fiftennth and Sixteenth Centuries, Princeton, 1835, traducido al español en Barceloan, 1957.
- La crítica literaria de Galdós. Madrid : Insula, 1979
- Los prólogos de Galdós, Urbana: The University of Illinois Press, s.a.; México: Ediciones de Andrea, [1962]
- The novelistic art of Galdós, Valencia: Albatros, 1980, 3 vols.
- God's role and his religion in Galdós novels: 1876-1888, Valencia: Albatros, 1988
- Benito Pérez Galdós, Los artículos de Galdos en 'La Nación': 1865-1866; recogidos, ordenados y dados nuevamente a luz con un estudio preliminar`por William H. Shoemaker, Madrid: Cultura Hispánica, 1972.

- Datos: Q6167646